# Armada de Blainville-Boisbriand
Armada de Blainville-Boisbriand är ett proffsjuniorishockeylag som är baserat i Boisbriand, Québec och har spelat i den kanadensiska proffsjuniorligan Ligue de hockey junior majeur du Québec (LHJMQ) sedan 2011. De har sitt ursprung från St. John's Fog Devils och Club de hockey junior de Montréal som spelade i LHJMQ mellan 2005 och 2008 respektive 2008 och 2011.
Blainville-Boisbriand har lyckats få fram spelare som Stefan Matteau (New Jersey Devils), Xavier Ouellet (Detroit Red Wings), Cédric Paquette (Tampa Bay Lightning) och Ryan Tesink (St. Louis Blues) som alla tillhör olika medlemsorganisationer i den nordamerikanska proffsligan National Hockey League (NHL).